# William Richard Gowers
Sir William Richard Gowers FRS (Londra, 20 marzo 1845 – Londra, 4 maggio 1915) è stato un neurologo e pediatra inglese, padre dell'impiegato statale e scrittore Sir Ernest Gowers, bisnonno del compositore Patrick Gowers e trisnonno del matematico Timothy Gowers.

## Biografia

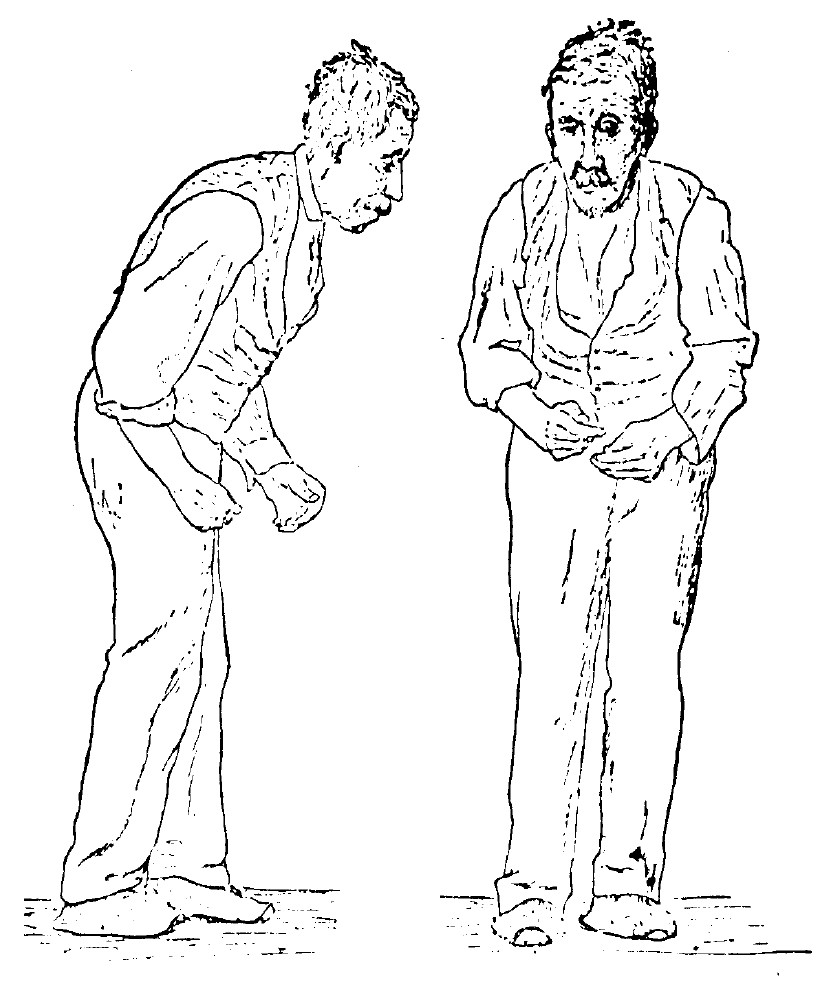
Illustrazione del tratto di Gowers

Sir William Richard Gowers disegnò questa illustrazione nel 1886 come una parte della sua documentazione sulla malattia di Parkinson. L'immagine che appare sul suo libro, A Manual of Diseases of the Nervous System, è tuttora usato dai medici professionisti come primo riferimento per la malattia.
Nel  1892 Gowers fu uno dei membri fondatori della Società Nazionale per il Lavoro degli Epilettici, adesso la Società Nazionale per l'Epilessia, assieme a Sir David Ferrier e John Hughlings Jackson.

## Eponimi
- Il tratto di Gowers (tractus spinocerebellaris anterior) è stato chiamato così dopo la sua morte.
- Il segno di Gowers è chiamato così in suo onore[1].